# 佐奈村
佐奈村（さなむら）は三重県多気郡にあった村。現在の多気町の南東部、佐奈川の沿岸、紀勢本線・佐奈駅の周辺にあたる。

## 地理
- 山岳：城山
- 河川：佐奈川

## 歴史
- 1889年（明治22年）4月1日 - 町村制の施行により、多気郡仁田村・西山村・五佐奈村・四神田村・油夫村・五桂村・平谷村・神坂村・前村・長谷村の区域をもって佐奈村が成立。
- 1955年（昭和30年）3月31日 - 多気郡相可町・津田村と新設合併して多気町が発足。同日佐奈村廃止。

## 産業
- 農業：佐奈ミカン[1]

## 交通

### 鉄道路線
- 日本国有鉄道
  - 紀勢東線（現・紀勢本線）：佐奈駅

## 名所・旧跡・観光スポット・祭事・催事
- 佐那神社